# In the Minds of Evil
In the Minds of Evil — одиннадцатый студийный альбом американской дэт-метал группы Deicide, выпущенный 26 ноября 2013 года лейблом Century Media Records.
In the Minds of Evil был записан при содействии продюсера Jason Suecof, известного по работе с Trivium, August Burns Red, The Black Dahlia Murder, All That Remains, Whitechapel, DevilDriver.
In the Minds of Evil первый альбом Deicide записанный с гитаристом Кевином Курионом, присоединившимся к группе в 2011 году.
Альбом ознаменовал возвращение группы к своему прежнему скоростному хаотичному звучанию, в стиле Legion (1992) и Once Upon The Cross (1995).

## Список композиций
| №                   | Название                         | Длительность |
| ------------------- | -------------------------------- | ------------ |
| 1.                  | «In the Minds of Evil»           | 3:52         |
| 2.                  | «Thou Begone»                    | 3:43         |
| 3.                  | «Godkill»                        | 3:11         |
| 4.                  | «Beyond Salvation»               | 2:58         |
| 5.                  | «Misery of One»                  | 3:21         |
| 6.                  | «Between the Flesh and the Void» | 3:54         |
| 7.                  | «Even the Gods Can Bleed»        | 2:58         |
| 8.                  | «Trample the Cross»              | 3:00         |
| 9.                  | «Fallen to Silence»              | 3:09         |
| 10.                 | «Kill the Light of Christ»       | 3:30         |
| 11.                 | «End the Wrath of God»           | 3:13         |
| Общая длительность: | Общая длительность:              | 36:54        |

## Участники записи
- Глен Бентон — вокал, бас-гитара
- Стив Ашейм — ударные
- Джек Оуэн — гитара
- Кевин Курион — гитара